# Westerrade
Westerrade ist eine Gemeinde im Kreis Segeberg in Schleswig-Holstein.

## Geografie

### Geografische Lage
Das Gebiet der Gemeinde Westerrade erstreckt sich südlich vom Wardersee im südöstlichen Teilbereich des Naturraums Ostholsteinisches Hügel- und Seenland (Haupteinheit Nr. 702).

### Ortsteile
Die ländliche Gemeinde umfasst siedlungsgeografisch mehrere Ortsteile, im Fachjargon der Statistik auch als Wohnplätze bezeichnet. Im Falle von Westerrade sind es das namenstiftende Dorf, das Einzelhaus Schwarzer Weg und die Hofsiedlung Am Paradies.

### Nachbargemeinden
Unmittelbar angrenzende Gemeindegebiete sind:
| Rohlstorf |                                             | Pronstorf |
| Schieren  | Kompassrose, die auf Nachbargemeinden zeigt |           |
|           | Geschendorf                                 | Strukdorf |

## Geschichte
Archäologische Funde belegen eine vorgeschichtliche Besiedlung des Gemeindegebiets.
Der Ort wurde 1249 erstmals urkundlich erwähnt. Schon 1754 gab es eine Schule in Westerrade, die bis 1964 Bestand hatte.
Von 1916 bis 1964 war Westerrade Bahnstation im Personen- und Güterverkehr der Lübeck-Segeberger Eisenbahn. Nach Einstellung des Personenverkehrs 1964 wurde im Güterverkehr am Ende 1966 der Abschnitt Westerrade – Arfrade und Ende 1967 der Restbetrieb nach Bad Segeberg eingestellt.

## Dorfmuseum
Auf dem Hof Pritschau in der Gemeinde ist seit einiger Zeit ein kleines Heimatmuseum eingerichtet. Der Ausstellungsschwerpunkt sind (historische) Landmaschinen.

## Politik

### Gemeindevertretung
Bei der Kommunalwahl 2023 errang die Allgemeine Kommunalpolitische Vereinigung erneut alle neun Sitze in der Gemeindevertretung. Die Wahlbeteiligung betrug 59,5 Prozent.

### Wappen
Blasonierung: „In Grün ein gesenkter goldener Wellenbalken, darüber ein auffliegender, golden bewehrter silberner Reiher mit einem goldenen Fisch im Schnabel; darunter ein bewurzelter, ausschlagender silberner Baumstumpf.“
Historische Begründung: Bis heute sind große Teile der weiteren Umgebung Westerrades in ihrem ursprünglichen Zustand erhalten geblieben. Mit ihren Flußläufen und Seeufern bilden sie für den in seinem Bestand gefährdeten Graureiher ein günstiges Brutgebiet. Der Wellenbalken deutet den Verlauf der Struckau an, welche die Gemeinde in zwei früher als Westerund Osterrade unterschiedene Ortsteile teilt. Der Name des Ortes, „westliche Rodung“, weist auf die Entstehung des Ortes inmitten eines Waldgebietes hin. Der Baumstumpf im Wappen bezieht sich deshalb einerseits auf die Gründungsphase des Ortes, ist zum anderen aber auch bildliche Darstellung des Ortsnamens. Die Umwandlung eines Lebensraumes in einen neuen findet durch das Wiederausschlagen des Stumpfes ihren Ausdruck. Die Farben Grün und Gold betonen noch einmal den wohltuenden Reiz der natürlichen Landschaft in der weiteren Umgebung des Ortes.

### Flagge
Blasonierung: „Im Liek das Gemeindewappen ohne Schild. Das fliegende Ende ist in elf abwechselnd gelbe und grüne waagerechte Streifen geteilt.“

## Wirtschaft und Verkehr
Das Gemeindegebiet ist überwiegend landwirtschaftlich geprägt, es gibt jedoch auch ausgedehnte Wohnsiedlungen. In der Gemeinde befinden sich einige Gewerbe- und Dienstleistungsbetriebe.
Durch das Gemeindegebiet führt die schleswig-holsteinische Landesstraße 69. Sie führt südöstlich nahe an der Dorflage vorbei und hat in südlicher Richtung Anschluss an der A 20 (Anschlussstelle Geschendorf). In westlicher Richtung geht die A 20 über in die Bundesstraße 206, die die Ortsdurchfahrtsstrecke in Bad Segeberg bildet.